# Estación de Lodelinsart
La estación de Lodelinsart es una estación de tren belga situada en Charleroi, en la provincia de Hainaut, región Valona.
Pertenece a la línea  de S-Trein Charleroi.

## Situación ferroviaria
La estación se encuentra en la línea 140 (Ottignies-Charleroi).

## Intermodalidad
Actualmente no hay conexiones con otros medios de transporte.